# Decermilo
Decermilo ist ein Ort und eine ehemalige Gemeinde (Freguesia) im portugiesischen Kreis Sátão. Die Gemeinde hatte 205 Einwohner (Stand 30. Juni 2011).
Am 29. September 2013 wurden die Gemeinden Decermilo, Vila Longa und Romãs zur neuen Gemeinde União das Freguesias de Romãs, Decermilo e Vila Longa zusammengeschlossen.